# Sitio de Ciudad Rodrigo (1707)
El asedio de Ciudad Rodrigo fue un asedio de la ciudad española de Ciudad Rodrigo, entre el 18 de septiembre y el 4 de octubre de 1707, también llamado 2.º sitio de Ciudad Rodrigo, por el que un ejército franco-español bajo el mando de Alexandre Maître, marqués de Bay, conquistó la ciudad.
Ciudad Rodrigo también fue asediada y tomada el 25 de mayo de 1706 por 40 000 soldados portugueses, neerlandeses e ingleses al mando de Henri de Massue, I conde de Galway y António Luís de Sousa, Marqués de Minas.
El 18 de septiembre de 1707, un ejército franco-español bajo el mando de Alexandre Maître, marqués de Bay, llegó a la ciudad y puso sitio. El sitio duró hasta el 4 de octubre, cuando las murallas se rompieron y la ciudad fue asaltada y obligada a capitular. 
Se tomaron unos 2100 prisioneros. Un total de 300 soldados murieron y unos 600 resultaron heridos.
Día después en el frente de Cataluña, los borbónicos tomaban la ciudad de Lérida el 12 de octubre.